# Шартран, Ребекка
Ребекка Шартран (англ. Rebecca Chartrand; Пустой шаблон {{ВД-Преамбула}} ) — канадский политик, член Либеральной партии. Министр по делам Севера и Арктики, ответственная за Агентство экономического развития канадского Севера (с 2025).

## Биография
Представительница коренного населения Канады, происходит из группы племён Анишинаабе с территории, переданной им по так называемому «договору четырёх» с королевой Викторией, возглавляла консалтинговую компанию Indigenous Strategy.
28 апреля 2025 года победила на парламентских выборах в округе Черчилл-Киуэтинук Аски при явке избирателей на уровне 37,5 %.
13 мая 2025 года в ходе масштабных перестановок в правительстве Карни по итогам парламентских выборов назначена министром по делам Севера и Арктики, а также получила в своё ведение Агентство экономического развития канадского Севера.